# さくらのうた (高橋優の曲)
「さくらのうた」は、日本の男性シンガーソングライター・高橋優の楽曲。メジャー13枚目（通算14枚目）のシングルとして、2016年3月9日にワーナーミュージック・ジャパンから発売された。

## 概要
前作「明日はきっといい日になる」から約9か月ぶりにリリースされた、2016年第1弾シングル。
表題曲「さくらのうた」のMVは映画『そして父になる』『海街diary』の監督である是枝裕和が監修し、是枝率いる制作者集団「分福」の新鋭・津野愛（めぐみ）が監督を務めた。
期間限定生産盤には、昨年夏、デビュー5周年を記念して地元秋田で5000人を集め開催された“ベストアルバム発売記念祭「秋田で笑う約束」”の模様を全14曲と舞台裏映像含め90分以上収録したDVDが付属されている。

## 収録曲
| 全作詞・作曲: 高橋優。 |                                                             |        |            |      |
| #                      | タイトル                                                    | 作詞   | 作曲・編曲 | 時間 |
| 1.                     | 「さくらのうた」                                            | 高橋優 | 高橋優     | 4:45 |
| 2.                     | 「運命の人」                                                | 高橋優 | 高橋優     | 4:55 |
| 3.                     | 「クラクション」(TBS系ドラマ『悪党たちは千里を走る』主題歌) | 高橋優 | 高橋優     | 4:02 |
| 4.                     | 「メガネが割れそう / メガネツインズ（高橋優&亀田誠治）」    | 高橋優 | 高橋優     | 3:22 |
| 合計時間:              | 合計時間:                                                   | 17:05  |            |      |

| #   | タイトル | 作詞 | 作曲・編曲 |
| --- | --- | ---- | ---------- |
| 1.  | 「素晴らしき日常」(高橋優デビュー5周年記念 ベストアルバム発売記念祭 「秋田で笑う約束」2015.7.25)                                |      |            |
| 2.  | 「太陽と花」(高橋優デビュー5周年記念 ベストアルバム発売記念祭 「秋田で笑う約束」2015.7.25)                                      |      |            |
| 3.  | 「BE RIGHT」(高橋優デビュー5周年記念 ベストアルバム発売記念祭 「秋田で笑う約束」2015.7.25)                                      |      |            |
| 4.  | 「靴紐」(高橋優デビュー5周年記念 ベストアルバム発売記念祭 「秋田で笑う約束」2015.7.25)                                          |      |            |
| 5.  | 「ほんとのきもち」(高橋優デビュー5周年記念 ベストアルバム発売記念祭 「秋田で笑う約束」2015.7.25)                                |      |            |
| 6.  | 「おかえり」(高橋優デビュー5周年記念 ベストアルバム発売記念祭 「秋田で笑う約束」2015.7.25)                                      |      |            |
| 7.  | 「少年であれ」(高橋優デビュー5周年記念 ベストアルバム発売記念祭 「秋田で笑う約束」2015.7.25)                                    |      |            |
| 8.  | 「パイオニア」(高橋優デビュー5周年記念 ベストアルバム発売記念祭 「秋田で笑う約束」2015.7.25)                                    |      |            |
| 9.  | 「明日はきっといい日になる」(高橋優デビュー5周年記念 ベストアルバム発売記念祭 「秋田で笑う約束」2015.7.25)                      |      |            |
| 10. | 「オモクリ監督～午後9時過ぎの憂鬱を蹴飛ばして～」(高橋優デビュー5周年記念 ベストアルバム発売記念祭 「秋田で笑う約束」2015.7.25) |      |            |
| 11. | 「こどものうた」(高橋優デビュー5周年記念 ベストアルバム発売記念祭 「秋田で笑う約束」2015.7.25)                                  |      |            |
| 12. | 「泣ぐ子はいねが」(高橋優デビュー5周年記念 ベストアルバム発売記念祭 「秋田で笑う約束」2015.7.25)                                |      |            |
| 13. | 「福笑い」(高橋優デビュー5周年記念 ベストアルバム発売記念祭 「秋田で笑う約束」2015.7.25)                                        |      |            |
| 14. | 「同じ空の下」(高橋優デビュー5周年記念 ベストアルバム発売記念祭 「秋田で笑う約束」2015.7.25)                                    |      |            |
| 15. | 「bonus VTR(舞台裏)」 |      |            |

## 収録アルバム
- 来し方行く末 (#1)